# 분자세포유전학

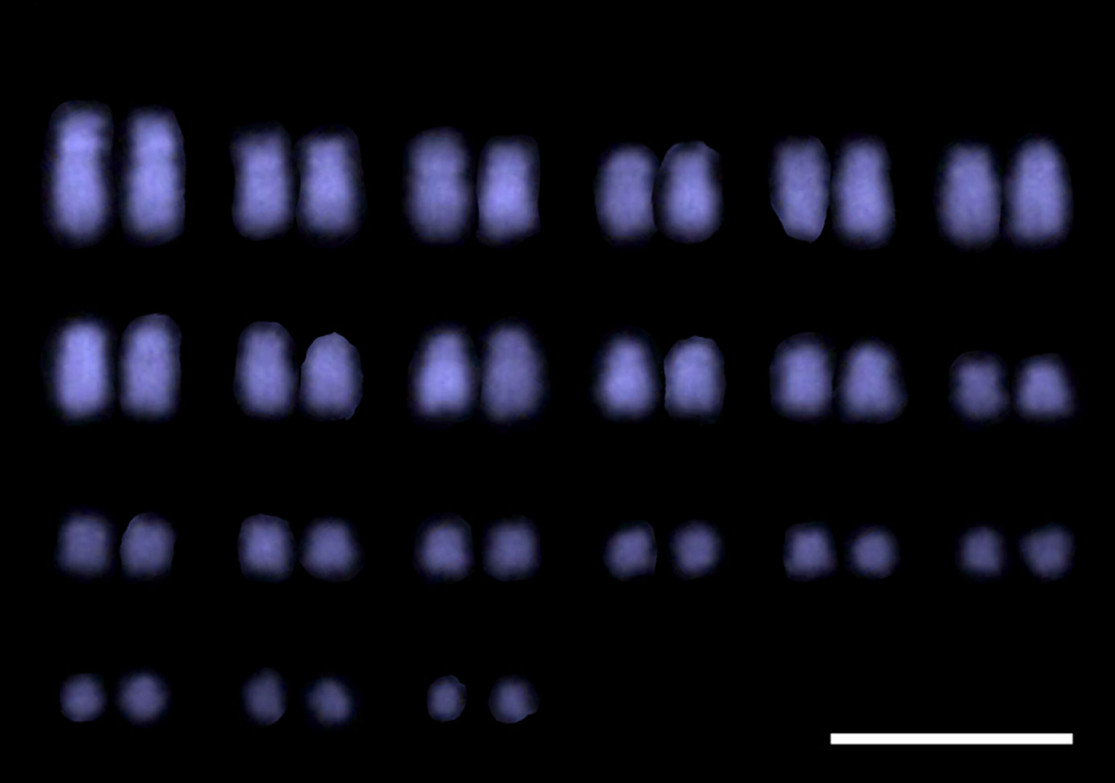
사람은 총 46개의 염색체를 가지고 있다는 것을 보여주는 핵형 분석의 예

분자세포유전학(分子細胞遺傳學, 영어: molecular cytogenetics)은 분자생물학과 세포유전학이라는 두 학문을 결합한 학문으로, 염색체 구조를 분석하여 정상 세포와 암세포를 구별하는 데 도움을 준다. 분자세포유전학은 정상적인 사람의 세포가 46개의 염색체를 가지고 있다는 사실이 발견된 1956년에 시작되었다. 그러나 염색체에 대한 최초의 미세한 관찰은 1800년대 후반에 아놀드(Arnold), 플레밍(Flemming), 한제만(Hansemann)에 의해 보고되었다. 사람의 실제 염색체 수가 46개라는 사실이 밝혀질 때까지 수십 년 동안 그들의 연구는 무시되었다. 1879년에 아놀드는 매우 큰 핵을 가진 육종과 암세포를 조사했다. 오늘날 분자세포유전학에 대한 연구는 혈액암, 뇌종양 및 기타 암의 전구체 등 다양한 악성 종양을 진단하고 치료하는 데 유용할 수 있다. 이 분야는 전반적으로 염색체의 진화를 연구하는 데 중점을 두고 있으며, 더 구체적으로는 염색체 이상의 수, 구조, 기능, 기원을 연구한다.

## 같이 보기
- 생물학
- 유전학
- 세포유전학